# محمد حجازي
محمد حجازي (من مواليد 1982) هو أول مسلم مصري يعتنق المسيحية ويسعى للحصول على اعتراف رسمي باعتناقه المسيحية من الحكومة المصرية.

## التحويل والقضية القانونية
نشأ حجازي في بورسعيد على قناة السويس في مصر.

### تحويل
تحول من الإسلام إلى المسيحية القبطية الأرثوذكسية في عام 1998 واتخذ اسم بيشوي على اسم راهب قبطي.
كما اعتنقت زوجته أم هاشم كامل المسيحية منذ عدة سنوات. أخذت اسم كريستين. كلاهما لديهما ابنة، مريم، التي ولدت أثناء الاختباء. يذكر أنه اعتنق الإسلام بعد أن بدأ "القراءات والدراسات المقارنة للأديان" ووجد أنه "لا يتوافق مع التعاليم الإسلامية". وزعم أن "القضية الرئيسية بالنسبة له كانت الحب. لم يكن الإسلام يروج للحب كما فعلت المسيحية".
على الرغم من أن المسيحية قانونية في مصر، فإن الردة عن الإسلام، أو تركه، يعاقب عليها بالإعدام بموجب تفسير واسع النطاق للشريعة الإسلامية، لكن الدولة لم تأمر أو تنفذ أي إعدام على الإطلاق. ومن الناحية النظرية، لا بد أن يكون القانون المصري مستمداً من الشريعة الإسلامية، وفقاً لحكم صدر قبل عدة عقود. وكثيراً ما يتعرض المتحولون إلى المسيحية لمضايقات من جانب الشرطة، التي تستخدم القوانين ضد "إهانة الدين" أو "الإخلال بالنظام العام" لتبرير اتخاذ إجراءات قانونية ضدهم. ويقول حجازي إنه بعد اكتشاف اعتناقه الإسلام، احتجز لمدة ثلاثة أيام وتعرض للتعذيب على يد الشرطة.
في عام 2001، نشر كتابًا شعريًا ينتقد أجهزة الأمن، واحتجز لمدة ثلاثة أشهر بتهمة التحريض على الفتنة والإخلال بالنظام العام وإهانة الرئيس، وأفرج عنه في النهاية دون توجيه تهمة إليه.

### دعوى تغيير الوضع الديني
في عام 2007، رفع حجازي دعوى قضائية ضد المحكمة المصرية لتغيير ديانته من "الإسلام" إلى "المسيحية" في بطاقة الهوية الوطنية الخاصة به. وقال إنه يريد القيام بذلك حتى يتمكن طفله من تربيته بشكل مسيحي علني، والحصول على شهادة ميلاد مسيحية والزواج في الكنيسة. كما ذكر أنه يريد أن يضع سابقة لغيره من المتحولين.
وكان محاميه الأول ممدوح نخلة هو الذي رفع القضية، لكنه استقال بعد أن أثار اعتناق حجازي للإسلام ضجة كبيرة. وقال نخلة لوكالة أسوشيتد برس إنه قبل القضية في البداية بسبب مقال افتتاحي كتبه الشهر الماضي "أحد كبار رجال الدين الإسلامي في مصر، مفتي الديار المصرية علي جمعة، والذي كتب ضد قتل المرتدين، قائلاً إنه لا يوجد قصاص دنيوي للمسلمين الذين يتخلون عن دينهم".

### رد فعل المحافظين المسلمين
وتعرضت تصريحات جمعة لانتقادات حادة من قبل المحافظين المسلمين، الذين شعروا أنه يفتح الباب أمام المسلمين لترك دينهم. وقال الشيخ جاد الإبراهيم لصحيفة القدس العربي "على الحكومة المصرية أن تجد محمد حجازي وتطبق الشريعة، وتمنحه ثلاثة أيام لإعادة التحويل ثم قتله إذا رفض". الشيخ يوسف البدري وسعاد صالح، الأستاذة بجامع الأزهر التي يعمل فيها كبار علماء الإسلام في مصر، اتفقت مع الإبراهيم، متحدية علنا تصريحات ثاني أعلى سلطة دينية في مصر الشهر الماضي بأنه لا ينبغي معاقبة الردة عن الإسلام في هذا العالم. أوضح جمعة في وقت لاحق بيانه المثير للجدل بالقول إنه يجب معاقبة المرتدين فقط الذين "شاركوا بنشاط في تخريب المجتمع".
ومع ذلك، فإن الشريعة الإسلامية مكرسة كأساس للقانون المصري في المادة الثانية من الدستور، ولا يرى العديد من المسلمين أي فرق بين الردة والتخريب. وأعلن المحامي الثاني رمسيس رؤوف النجار أنه سيتولى القضية لكنه رفض بعد ذلك. وصرح النجار بأنه متشائم بشأن إمكانية كسب الدعوى بسبب كل الصراع المحيط بها. وقال إن حجازي لم يقدم لهم الوثائق الكنسية اللازمة التي يمكن استخدامها أمام المحكمة كدليل على تحوله إلى المسيحية. صرح حجازي مؤخرًا للصحفيين بأنه وجد محاميًا جديدًا لكنه رفض الكشف عن الاسم لأسباب أمنية.
أثار حجازي عاصفة من النقاشات عندما نشرت الصحف صورًا له وهو يقف أمام الصحفيين حاملاً ملصقًا للعذراء مريم في الصحف.
وصدرت فتاوى من قبل رجال الدين المسلمين تدعو إلى قتل حجازي. وبموجب فتوى واحدة على الأقل، سيتم قتل ابنة حجازي، مريم، وهي في سن العاشرة إذا لم تختر الإسلام. وقد قرر حجازي وزوجته البقاء في مصر والمضي قدماً في القضية، على الرغم من الفتاوى العديدة الصادرة ضده وضد أسرته.
وقد تلقى تهديدات بالقتل عبر الهاتف. لقد تم نبذه هو وزوجته من قبل عائلتيهما وهما الآن مختبئان. أقسمت عائلة كريستين على قتلها لأنها تزوجت من رجل غير مسلم ضد رغبة العائلة.
كما أن عائلة حجازي كانت غاضبة منه أيضًا. وفي مقابلة أجريت معه عام 2008 مع إحدى الصحف المحلية المصرية، قال والد حجازي: "سأحاول التحدث مع ابني وإقناعه بالعودة إلى الإسلام. وإذا رفض، فسوف أقتله بيدي".
وبعد فترة وجيزة، أصدر حجازي هذا البيان ردًا على والده:
أود أن أرسل رسالة إلى والدي. لقد رأيت ما قلته في الصحف. تقول إنك تريد قتلي؛ وسفك دمي في العلن. لكنني أحبك كثيرًا لأنك والدي ولأن يسوع علمني أن أحب. لقد قبلت يسوع المسيح طوعًا ولم يجبرني أحد. أنا أسامحك. بغض النظر عن القرار الذي تتخذه. بغض النظر عما تفعله. لأبي وأمي، أقول إن يسوع المسيح مات لإنقاذي.

### اعتقال العاملين في مجال حقوق الإنسان
في 8 أغسطس/آب 2007، اعتقلت الشرطة المصرية اثنين من العاملين المسيحيين في مجال حقوق الإنسان، عادل فوزي فلتس وبيتر عزت، بعد أن تورطت منظمتهما في العديد من قضايا حقوق الإنسان المثيرة للجدل، بما في ذلك قضية حجازي. وقد تم احتجازهم بعد ذلك دون توجيه تهمة إليهم، ثم تم تجديد احتجازهم في 21 أغسطس/آب. الناشطان عضوان في جمعية مسيحيي الشرق الأوسط (ميكا). كانت منظمة ميكا، وهي منظمة كندية غير حكومية تقدمت بطلب للحصول على الاعتراف القانوني من الحكومة المصرية في يونيو/حزيران 2007، متورطة في العديد من قضايا حقوق الإنسان المثيرة للجدل.
وبحسب محاميهما بيتر رمسيس النجار، فإن السبب الرئيسي في احتجاز فلتس وعزت هو عملهما مع حجازي. وأوضح أن وسائل الإعلام تتحدث عن أن القبض على فلتس وعزت لأنهما السبب الرئيسي في اعتناق حجازي للمسيحية. وكان فلتس قد أجرى مقابلة رفيعة المستوى على الإنترنت مع محمد حجازي قبل أيام قليلة من اعتقاله، مما أثار ادعاءات في وسائل الإعلام المصرية بأنه قاد المسلم إلى المسيحية.
وقال فوزي خلال مداخلة هاتفية مع برنامج حواري مصري، إن علماء المسلمين اتهموا منظمته بتحويل حجازي إلى المسيحية. وقال فوزي للصحفيين "السؤال الأول الذي سألوه كان هل قمنا بتحويل السيد حجازي؟". قلت لهم: "نحن لا نغير أحدًا، نحن منظمة حقوق إنسان". "ولكن حتى لو فعلنا ذلك، فلا يوجد قانون ضد ذلك".

### أحكام 2008
في فبراير/شباط 2008، أصدر القاضي المصري محمد الحسيني من إحدى محاكم القاهرة حكماً يقضي بأن المسلم الذي اعتنق المسيحية لا يستطيع قانوناً تغيير وضعه الديني، على الرغم من أنه يجوز له أن يؤمن بما يشاء في قلبه. وقال القاضي محمد الحسيني إن الإسلام هو الدين النهائي والأكمل حسب الشريعة الإسلامية وبالتالي فإن المسلمين يمارسون بالفعل الحرية الدينية الكاملة ولا يمكنهم التحول إلى عقيدة أقدم (المسيحية أو اليهودية). وقال الحسيني للمحكمة الإدارية أيضًا إن حجازي "يستطيع أن يؤمن بما يشاء في قلبه، لكن على الورق لا يستطيع التحول".
واستند القاضي الحسيني في حكمه إلى المادة الثانية من الدستور المصري التي تجعل الشريعة الإسلامية مصدراً للقانون المصري. واستنكر حجازي الحكم باعتباره انتهاكا لحقوقه الأساسية. وتساءل حجازي، بحسب ما نقلت جمعية الأقباط الأميركيين عقب صدور الحكم، "ما علاقة الدولة بالدين الذي أعتنقه؟".
كما أبدى فريق الدفاع عن المتحول خيبة أمله من الحكم. وقال جمال عيد، رئيس الشبكة العربية لمعلومات حقوق الإنسان لجمعية الأقباط: "لم يستمع القاضي إلى دفاعنا، ولم تتح لنا حتى فرصة التحدث أمام المحكمة". وقال ممثل الشبكة العربية لمعلومات حقوق الإنسان إن حجازي لا يزال يخطط لاستئناف الحكم أو ربما فتح قضية جديدة. وتخطط كريستين أيضًا لتقديم التماس للحصول على حقها في تغيير دينها إلى المسيحية.
في مصر، يتم تسجيل ديانة الطفل على أساس ديانة الأب الرسمية. لذلك، بما أن حجازي مسلم رسميًا، فلن تتمكن ابنته من الالتحاق بالدروس الدينية المسيحية في المدرسة، أو الزواج في الكنيسة، أو حضور الخدمات الكنسية علنًا دون مضايقات بموجب القانون المصري.
ومع ذلك، في قضية مختلفة في الشهر نفسه، قضت محكمة مصرية بأن اثني عشر مسيحيًا قبطيًا اعتنقوا الإسلام ثم عادوا إلى المسيحية يمكن أن يحصلوا على الاعتراف الرسمي بإيمانهم. وقد تم التوصل إلى هذا القرار على أساس أنه لا ينبغي اعتبار الأقباط مرتدين بسبب ارتدادهم عن الإسلام لأنهم ولدوا مسيحيين. ألغى هذا القرار حكما أصدرته محكمة أدنى درجة والذي قال إن الدولة ليست مضطرة إلى الاعتراف بالتحولات من الإسلام بسبب الحظر الديني.
ووصف محامي المسيحيين الأقباط الاثني عشر القضية بأنها انتصار لحقوق الإنسان وحرية الدين. وقال إن ذلك قد يفتح الباب أمام مئات الأقباط الآخرين الذين يريدون العودة إلى إيمانهم الأصلي من الإسلام.
العودة إلى الإسلام
في 30 يوليو 2016، أثناء احتجازه الشرطة، أعلن حجازي أنه ترك المسيحية وعاد إلى الإسلام. ثم بعد إطلاق سراحه من السجن أعلن أنه لا يزال مسيحيا وأنه أجبر على التعذيب على المطالبة بأنه تحول إلى الإسلام.

## روابط خارجية
- قناه العابر محمد حجازى( بيشوى )

- مسيحي مسلم سابق يهرب من أجل التحول إلى الإسلام – تقرير مصور من شبكة سي بي إن الإخبارية